# Мариниан
Публий Лициний Егнаций Мариниан (на латински: Marinianus; Publius Licinius Egnatius Marinianus; † есента 268, Рим) e третият син на римския император Галиен и августа Корнелия Салонина.
През 268 г. баща му го произвежда консул заедно с Патерн. Така Мариниан е наследник на трона, понеже по това време двамата му по-стари братя Валериан Цезар и Салонин са вече мъртви. Заради убийството на императора през есента 268 г. издигането на момчето като цезар не се състои. Мариниан и чичо му Лициний Валериан са убити малко след това.